# Walter Giordano Alves
Walter Giordano Alves (Itaqui, 22/01/1916 — Brasília, 28/02/1997) foi um político brasileiro.
Foi eleito, em 3 de outubro de 1954, deputado estadual, pelo PTB, para a 39ª Legislatura da Assembleia Legislativa do Rio Grande do Sul, de 1955 a 1959.